# 死諸葛走生仲達
死諸葛走生仲達是一個最早出自於《漢晉春秋》的典故，講的是三國時期五丈原之戰中諸葛亮病逝後，蜀漢將領用計嚇退曹魏大都督司馬懿的故事。

## 出處

### 漢晉春秋
根據《漢晉春秋》的版本，234年，蜀漢丞相諸葛亮第五次北伐，在五丈原與曹魏大都督司馬懿對峙，不久諸葛亮去世，但死訊還未對外公佈。丞相長史楊儀率領蜀漢大軍撤退，百姓將蜀漢撤軍消息消息告訴司馬懿，司馬懿率軍追擊。蜀漢征西將軍姜維讓楊儀調轉行軍方向，做出要朝司馬懿進攻的樣子。司馬懿於是撤退，不敢進逼。楊儀等人也率軍撤退，退至斜谷才宣佈諸葛亮死訊。百姓於是嘲笑司馬懿：「死諸葛走生仲達。」（死去的諸葛亮嚇跑了活著的司馬懿），有人轉告給司馬懿，對此司馬懿說：“我只能預料到活人的事，無法預料死人的事。”

### 晉書
而《晉書》的版本有所不同，說是在諸葛亮去世後，蜀漢將領燒營逃走，百姓告訴司馬懿，司馬懿出兵追擊。丞相長史楊儀調轉行軍方向，做出要抵抗司馬懿的樣子。司馬懿認為窮寇不追，於是楊儀得以帶兵撤退。後來司馬懿來到諸葛亮曾經駐扎的營地，獲得大量圖書和糧草。司馬懿認定諸葛亮已死，誇讚諸葛亮是「天下奇才」。辛毗認為諸葛亮未必身亡，司馬懿說：“帶兵打仗的最倚重的就是軍書密计、兵马糧草，現在他們把這些都丟棄了，就像哪有人沒有五臟六腑還能活著嗎，應該立刻追擊！”關中多蒺藜，司馬懿讓2000名士兵穿著软材平底木屐在前開道，而蒺藜黏附在開道的士兵木屐上，騎兵和步兵則跟在開道士兵後面。司馬懿部隊追到赤岸，得知諸葛亮確實死了。百姓於是嘲笑司馬懿：「死諸葛走生仲達。」司馬懿聽聞後笑著說：“我只能預料到活人的事，無法預料死人的事。”

### 三國演義
在小說《三國演義》中，諸葛亮去世後，司马懿夜观天文，见一大星，赤色，光芒有角，自东北方流于西南方，坠于蜀营内。司馬懿大喜，說：“孔明死了！”即传令派兵追擊。剛出寨门，司馬懿又疑虑道：“孔明擅長六丁六甲之法，現在看到我久不出战，一定以此术诈死，诱我出戰罷了。現在如果去追擊他追，必中其计。”再次回營地不出，只讓夏侯霸悄悄帶領幾十名騎兵，去五丈原打探消息。夏侯霸來到五丈原後，不见一人，急回报司马懿說：“蜀兵已撤退了。”司馬懿跺脚說：“孔明確實死了！馬上去追擊蜀兵！”夏侯霸說：“都督不要輕易去追擊，應當讓其他將領先去。”司馬懿說：“這次一定要我親自去。”於是司馬懿帶兵和司馬師、司馬昭一齐杀向五丈原来，杀入蜀寨时，卻空無一人。司馬懿對他兩個兒子說：“你們快叫援軍過來，我先帶兵追擊。”司馬懿追擊到山脚下，看见蜀兵不远，於是奋力追赶。忽然山后一声炮响，喊声大震，只见树影中飘出中軍大旗，上面寫著一行大字：“汉丞相武乡侯诸葛亮”。司馬懿大惊失色，發現中军数十员將領，推出一辆四轮车来；车上端坐孔明：羽扇纶巾，鹤氅皂绦。司馬懿驚呼：“孔明還活著！我轻入敵人重地，中計啦！”馬上帶兵逃走。背后姜维大叫：“贼将休想逃走！你中了我丞相之计！”魏兵丢盔弃甲，各自逃命，自相践踏，死者无数。司马懿一路狂奔五十余里，背后两员魏将夏侯霸、夏侯惠赶上，扯住马嚼环說：“都督不要慌。”司馬懿用手摸著头說：“我頭還在麼？”二将說：“都督不要怕，蜀兵走遠了。”司馬懿於是与二将回到本寨，讓众将帶兵再去打探消息。过了两天，乡民奔走相告說：“蜀兵退入谷中时，哀声震地，军中扬起白旗：孔明果然死了，只留姜维帶一千兵断后。前日车上的孔明，其實是木頭人。”司馬懿感歎道：“吾能料其生，不能料其死也！”因此蜀中人戲謔說：“死诸葛能走生仲达。”司马懿確認諸葛亮已死，再次帶兵追赶。來到赤岸坡，與蜀兵距離過遠，又回到大本營，並對众将說：“孔明已死，我等高枕无忧啦！”一路上见孔明安营下寨之处，很有章法，懿感歎道：“此天下奇才也！”

## 另見
- 三國志
- 三國演義
- 漢晉春秋
- 諸葛亮
- 司馬懿
- 三顧草廬
- 魚水之交
- 揮淚斬馬謖
- 死鍾哲走生世東
- 熙德，西班牙民族英雄，傳說其妻於他死後將其遺體安放在馬背上以嚇退摩爾人，與死諸葛走生仲達情節類似